# Inukjuak
Inukjuak (Port Harrison) – inuicka osada na wybrzeżu zatoki Hudsona nad ujściem rzeki Innuksuak w Nunavik w północnym Quebecu (Kanada) Znajduje się w administracji regionalnej Kativik w regionie administracyjnym  Nord-du-Québec. 
Nazwa osady oznacza "Olbrzym". Inukjuak jest niedostępne drogą lądową. Obsługiwane jest przez lokalne lotnisko i (w czasie gdy Zatoka Hudsona nie jest skuta lodem) drogą wodną.

## Historia
Wiele odkryć archeologicznych dokonanych w okolicach osady wskazuje, że obszar ten był od długiego czasu zamieszkany przez inuitów.
Na początku XX wieku, przedsiębiorstwo Revillon Freres założyło w osadzie faktorię handlową. Aby konkurować z nimi, Kompania Zatoki Hudsona, również otworzyła tam swoją placówkę  w 1920 roku. W tym samym roku Revillon Freres zapłaciło Robertowi J. Flahertowi aby w okolicach Inukjuak nakręcił film Nanook of the North.
Kompania Zatoki Hudsona kupiła Revillon Freres w 1936 roku i kontynuowała monopol handlowy aż do 1958 roku. W 1927 roku założono misję anglikańską, w 1935 posterunek Kanadyjskiej Królewskiej Policji Konnej, w 1947 stację opieki a w 1951 roku szkołę. Od tego czasu inuici zaczęli porzucać tradycyjne, nomadyczne życie na rzecz życia w osadzie. W 1962 roku zostaje otwarty sklep spółdzielczy. W 1980 roku Inukjuak zostaje oficjalnie zarejestrowana i uzyskuje status gminy.
W 1953 roku, rząd Kanady przymusowo przeniósł część okolicznych mieszkańców do Resolute i Grise Fiord - będących wtedy na obszarze administracyjnym Terytoriów Północno-Zachodnich, obecnie w Nunavut. Była to część planu, którego celem było podkreślenie obecności kanadyjskiej na Archipelagu Arktycznym i utwierdzenie prawa do posiadania tych terenów. Skutkowało to rozdzieleniem rodzin i ogromnymi trudnościami, z jakimi borykali się przesiedleni ludzie 2000 km na północ od pierwotnej osady. Zobacz też przesiedlenie na Archipelag Arktyczny. 

## Klimat
| Miesiąc                               | Sty  | Lut  | Mar  | Kwi  | Maj | Cze  | Lip  | Sie  | Wrz  | Paź  | Lis  | Gru  | Roczna |
| ------------------------------------- | ---- | ---- | ---- | ---- | --- | ---- | ---- | ---- | ---- | ---- | ---- | ---- | ------ |
| Rekordy maksymalnej temperatury [°C]  | 1    | 5    | 4    | 7    | 23  | 30   | 28   | 26   | 23   | 17   | 8    | 16   |        |
| Średnie temperatury w dzień [°C]      | -21  | -22  | -16  | -7   | 1   | 8    | 13   | 13   | 8    | 2    | 1    | -15  | −3     |
| Średnie temperatury w nocy [°C]       | -28  | -30  | -26  | -16  | -5  | 1    | 6    | 6    | 3    | -3   | -11  | -23  | −11    |
| Rekordy minimalnej temperatury [°C]   | -46  | -49  | -45  | -34  | -26 | -9   | -7   | -3   | -11  | -23  | -34  | -43  |        |
| Opady [mm]                            | 14.4 | 11.6 | 15.5 | 22.6 | 27  | 38.2 | 60.1 | 61.1 | 70.1 | 58.6 | 50.6 | 30.3 | 559,9  |
| Źródło: Environment Canada 2009-07-24 |      |      |      |      |     |      |      |      |      |      |      |      |        |